# ワシリー・クズネツォフ
ワシリー・クズネツォフ (ロシア語: Васи́лий Дми́триевич Кузнецо́в、1932年2月7日-2001年8月6日)は、ソビエト連邦の陸上競技選手。1950年代から1960年代にかけて活躍した十種競技選手。世界記録を2回樹立。ヨーロッパ選手権3連覇をはじめ、1956年メルボルンオリンピック、1960年ローマオリンピックと2大会連続で銅メダルを獲得。

## 経歴
クズネツォフは、1954年にスイスのベルンで開催されたヨーロッパ選手権の十種競技で優勝。その2年後の1956年メルボルンオリンピックにおいて、アメリカのミルトン・キャンベルとレイファー・ジョンソンに次いで銅メダルを獲得。特に棒高跳とやり投ではすべての参加選手の中でトップの記録を残した。
この大会のクズネツォフの記録は、現在の得点表で換算するとキャンベル、ジョンソンよりも高得点をあげている計算であるが、この当時は、現在一般的であるガラス繊維強化プラスチック製のポールを使用している選手はほとんどいなかったため、比較するのが難しい。
1958年5月、クズネツォフはソ連南部クラスノダールの大会で、8014ポイントと、1952年に得点表が改正されて以来はじめてとなる8000点を突破する世界新記録を達成。クズネツォフの世界記録は、同年7月にモスクワで、ジョンソンが8302ポイントを出し破られてしまうが、8月のストックホルムで開催されたヨーロッパ選手権では、同じソ連のウノ・パルを500ポイント以上引き離し優勝を飾る。翌1959年5月に、クズネツォフは8357ポイントと、前年にジョンソンに奪われた世界記録を奪い返し、再び世界記録保持者となる。この8357ポイントがクズネツォフの自己ベストともなる。
1960年ローマオリンピック開催直前に、ジョンソンが8683ポイントを出し、クズネツォフは再び世界記録を奪われる。そして、オリンピックでも、ジョンソンが8392ポイントで金メダル。ジョンソンと大学の同僚の台湾の楊伝広が銀メダル。クズネツォフは2大会連続の銅メダルとなった。
クズネツォフは、1962年にベオグラードで開催されたヨーロッパ選手権を制し、3連覇を達成。2位の西ドイツのヴェルナー・フォン・モルトケとはわずか4ポイントの差であった。
2年後の、1964年東京オリンピックにクズネツォフは、3大会連続出場を果たす。しかし、結果は、7569ポイントで7位に終わった。

## 主な実績
| 年   | 大会                 | 場所                         | 種目     | 結果 | 記録  |
| ---- | -------------------- | ---------------------------- | -------- | ---- | ----- |
| 1954 | ヨーロッパ陸上選手権 | ベルン(スイス)               | 十種競技 | 1位  | 6752p |
| 1956 | オリンピック         | メルボルン(オーストラリア)   | 十種競技 | 3位  | 7465p |
| 1958 | ヨーロッパ陸上選手権 | ストックホルム(スウェーデン) | 十種競技 | 1位  | 7865p |
| 1959 | ユニバーシアード     | トリノ(イタリア)             | 五種競技 | 1位  | 4006p |
| 1960 | オリンピック         | ローマ(イタリア)             | 十種競技 | 3位  | 7809p |
| 1961 | ユニバーシアード     | ソフィア(ブルガリア)         | 十種競技 | 1位  | 7918p |
| 1962 | ヨーロッパ陸上選手権 | ベオグラード(ユーゴスラビア) | 十種競技 | 1位  | 8026p |
| 1964 | オリンピック         | 東京(日本)                   | 十種競技 | 7位  | 7569p |